# Diadora

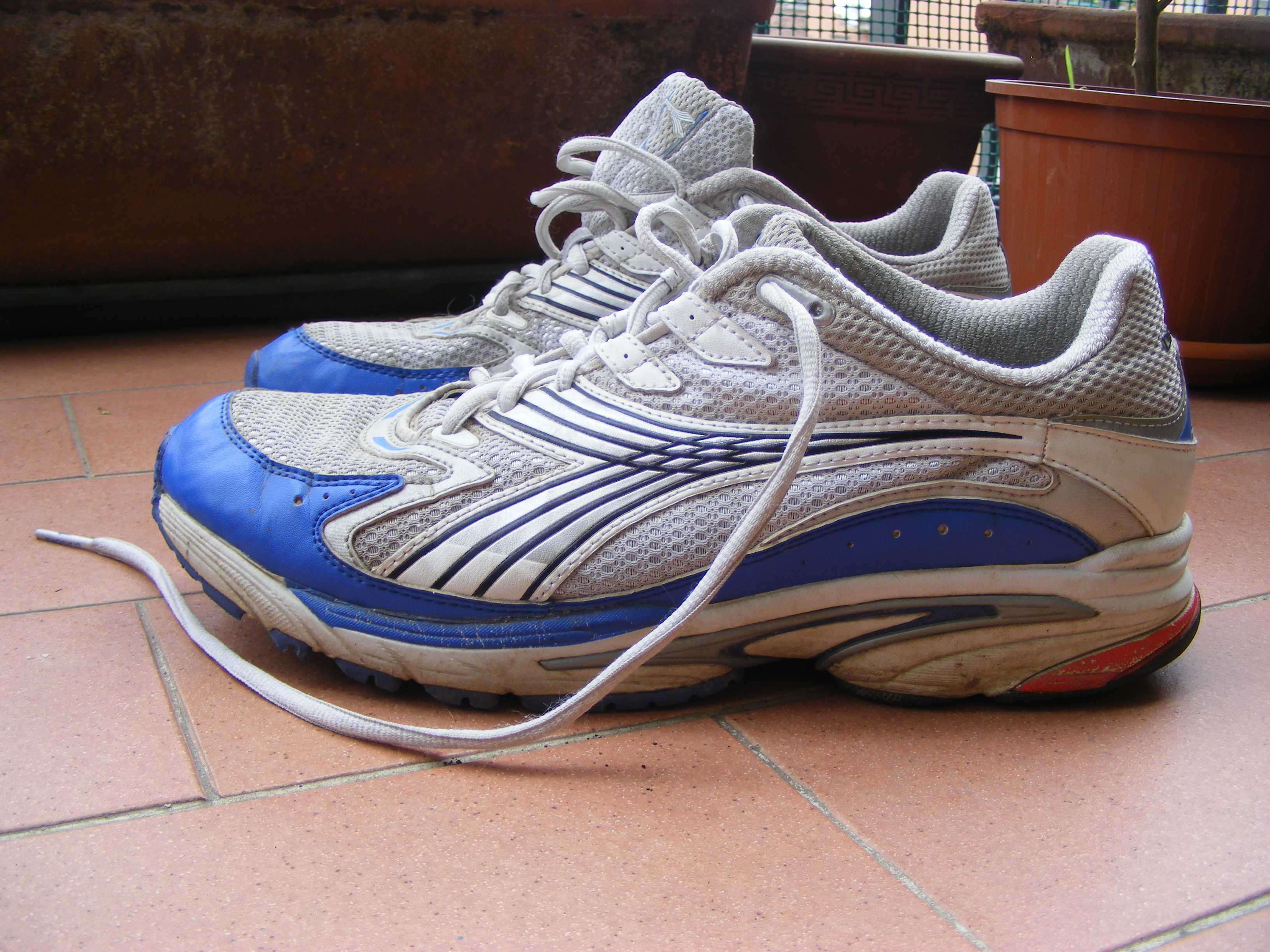
Une paire de chaussures de la marque italienne

Diadora est un équipementier sportif italien fondé par Marcello Danieli en 1948 basé à Caerano di San Marco près de Trévise et une filiale de la société de mode italienne Geox.

## Histoire
L'entreprise a été fondée en 1948 par Marcello Danieli. Depuis que Danieli était cordonnier , l'entreprise s'est spécialisée dans la production de chaussures. Dans les années 1950, Diadora était le leader italien des chaussures de montagne.
Dans les années 1960, l'entreprise commença à produire des chaussures de ski . Des inventions telles que la première chaussure après-ski ont suivi. Ensuite, des chaussures de course ont été fabriquées et peu après des chaussures de tennis.
Tout au long des années 1970, la technologie des chaussures a été continuellement améliorée, en collaboration avec des athlètes tels que Guillermo Vilas , Martin Mulligan et Björn Borg. En 1975, l’entreprise entre sur le marché du football. Soutenue par des acteurs comme Roberto Bettega.
En juin 2009, Diadora est racheté par Geox.